# Hidd Al Saadiyat
Hidd Al Saadiyat (ook Saadiyat Point of Saadiyat Retreat) is een van de zeven wijken op het eiland Saadiyat in de stad Abu Dhabi. De woonwijk is gelegen op de noordoostelijke punt van het eiland en wordt ontwikkeld door SDIC, dat halverwege 2013 een contract sloot met de Al Jaber Group ter waarde van $480 miljoen om de villawijk te bouwen. De bebouwing is in 2014 nog grotendeels in aanbouw en zal 488 villa's in acht verschillende ontwerpen includeren en daarnaast in het westen een centrum met onder andere een moskee, appartementen, een kliniek, een school, een jachthaven en twee hotels. Het centrum draagt de naam Qaryat Al Hidd. De villa's zijn verdeeld over drie buurten, namelijk Al Suhoul, Al Seef en Ras Al Hidd. Ook bevinden zich in Hidd Al Saadiyat enkele parken. Volgens planning zal de wijk in maart 2016 geheel af zijn. Hidd Al Saadiyat is gelegen aan de kust en heeft een kustlijn van zeven kilometer, waarlangs zich stranden bevinden.